# Helen Bischofberger
Helen Bischofberger (* 2. August 1957 als Helen Ritter) ist eine ehemalige liechtensteinische Leichtathletin, die auf den Sprint und Mittelstreckenlauf spezialisiert war.

## Biografie
Helen Bischofberger begann 1975 mit ihrer Zwillingsschwester Maria im Alter von 17,5 Jahren beim DTV Ruggell mit der Leichtathletik. Bereits ein Jahr später starteten sie beide bei den Leichtathletik-Halleneuropameisterschaften 1976 in München und bei den Olympischen Spielen 1976 in Montréal. In den Wettkämpfen über 200 m und 400 m schied sie jeweils im Vorlauf aus. Acht Jahre später trat sie erneut bei den Olympischen Spielen in Los Angeles an, dieses Mal über 1500 m, jedoch schied sie auch hier im Vorlauf aus. Bei den Schweizer Meisterschaften landete sie über 1500 m sieben Mal immer hinter Cornelia Bürki.
Insgesamt konnte sie vier nationale Rekorde aufstellen:
- 1000 m: 2:42,09 min in Zürich,
- 1500 m: 4:17,01 min in Stuttgart
- 1 Meile: 4:37,09 min in Auckland
- 3000 m: 9:23,12 min in Koblenz

Auch nach ihrer Karriere war sie über 25 Jahren Nachwuchstrainerin beim LTLV und beim TV   Eschen-Mauren, wo auch ihre Schwester 15 Jahre  als Trainerin aktiv war.